# Kniażyj Rynok Lwów
Kniażyj Rynok Lwów (ukr. Міні-футбольний клуб «Княжий ринок» Львів, Mini-Futbolnyj Kłub "Kniażyj Rynok" Lwiw) – ukraiński klub futsalu, mający siedzibę w mieście Lwów. W sezonie 2016/17 występował w futsalowej Drugiej Lidze Ukrainy.

## Historia
Chronologia nazw:
- 2009: Kniażyj Rynok Lwów (ukr. «Княжий ринок» Львів)
- 2017: klub rozwiązano

Klub futsalowy Kniażyj Rynok Lwów został założony we Lwowie w 2009 roku i reprezentował miejscowe przedsiębiorstwo handlowe "Bila Uniwermagu". W sezonie 2009/10 zespół startował w amatorskich mistrzostwach obwodu lwowskiego. W 2010/2011 i 2012/13 zdobył mistrzostwo obwodu. W sezonie 2013/14 dotarł do finału Amatorskiej Ligi Futsalu, gdzie przegrał z HIT-em Kijów. Sezon 2014/15 i 2015/16 ponownie zakończył jako triumfator obwodu lwowskiego. W sezonie 2016/17 debiutował w profesjonalnych rozgrywkach Drugiej Ligi, zajmując drugie miejsce. Jednak z przyczyn finansowych klub zrezygnował z awansu do Pierwszej Ligi. Po zakończeniu sezonu klub jeszcze zdobył mistrzostwo Lwowa i potem został rozwiązany.

## Barwy klubowe, strój
| Żółty | Niebieski |

Zawodnicy klubu zazwyczaj grali swoje mecze domowe w niebieskich strojach.

## Sukcesy

### Trofea międzynarodowe
Nie uczestniczył w rozgrywkach europejskich (stan na 31-05-2019).

### Trofea krajowe
| \| \| Zdobyte trofea w rozgrywkach Ukrainy (stan na: 31-05-2019) \| |                                                            |      |          |
| Rozgrywki                                                           | Osiągnięcie                                                | Razy | Sezon(y) |
| · Mistrzostwo                                                       | I miejsce                                                  | 0    |          |
| · Mistrzostwo                                                       | II miejsce                                                 | 0    |          |
| · Mistrzostwo                                                       | III miejsce                                                | 0    |          |
| Puchar                                                              | zdobywca                                                   | 0    |          |
| Puchar                                                              | finalista                                                  | 0    |          |
| Puchar                                                              | ćwierćfinał                                                | 1    | 2014/15  |
| II liga                                                             | I miejsce                                                  | 0    |          |
| II liga                                                             | II miejsce                                                 | 0    |          |
| II liga                                                             | III miejsce                                                | 0    |          |
| Ukraina                                                             | Zdobyte trofea w rozgrywkach Ukrainy (stan na: 31-05-2019) |      |          |

- Druga Liga
  - wicemistrz: 2016/17

## Piłkarze i trenerzy klubu

### Trenerzy
- 2010–2014:  Jurij Cybyk
- 2014–2017:  Jewhenij Moskwin

## Struktura klubu

### Stadion
Klub rozgrywa swoje mecze domowe w Hali Pałacu Sportu Hałyczyna we Lwowie. Pojemność: 1000 miejsc siedzących.

### Sponsorzy
- Bila Uniwermagu - Sp.z o.o. zajmująca się handlem detalicznym w supermarkecie (ukr. ТзОВ «Біля Універмагу»).